# 금속 결합

금속 결합을 보여주는 예시. +는 양이온을, -는 자유롭게 떠다니는 전자를 나타낸다.

금속결합은 아연과 같은 금속에서 찾아볼 수 있다.

금속결합(영어: metallic bonding, 金屬結合)은 전도 전자 (비편재화된 전자의 전자 구름 형태)와 양전하를 띠는 금속 이온 사이의 정전기적 인력에서 발생하는 화학 결합의 한 종류이다. 이는 양전하를 띤 이온(양이온)의 결정 구조 내에서 자유 전자를 공유하는 것으로 설명될 수 있다. 금속 결합은 강도, 연성, 열 및 전기 저항률 및 전도도, 불투명도, 광택 등 금속의 많은 물리적 성질을 설명한다.
금속 결합은 금속이 순수한 물질일 때에도 나타낼 수 있는 유일한 화학 결합은 아니다. 예를 들어, 원소 갈륨은 액체 및 고체 상태 모두에서 공유 결합된 원자 쌍으로 구성되며, 이 쌍들은 그들 사이에 금속 결합을 갖는 결정 구조를 형성한다. 금속-금속 공유 결합의 또 다른 예는 수은 이온(Hg2+
2)이다.

## 역사
화학이 과학으로 발전하면서 금속이 원소 주기율표의 대부분을 차지하며 산과의 반응으로 형성될 수 있는 염에 대한 설명에 큰 진전이 이루어졌음이 분명해졌다. 전기화학의 도래와 함께 금속은 일반적으로 양전하를 띤 이온으로 용해되며, 금속의 산화 반응이 전기화학 계열에서 잘 이해되었다. 금속은 음전하를 띤 전자의 바다에 의해 결합된 양이온이라는 그림이 나타났다.
양자 역학의 도래와 함께, 이 그림은 자유 전자 모형과 그 확장인 준자유 전자 모형의 형태로 더욱 공식적인 해석을 얻었다. 두 모형 모두에서 전자는 고체의 구조를 통해 움직이는 기체로 간주되며, 그 에너지는 본질적으로 등방성이며, 운동량 벡터 k의 방향이 아닌 크기의 제곱에 따라 달라진다. 3차원 k-공간에서 가장 높은 채워진 준위(즉 페르미면)의 점들은 따라서 구여야 한다. 준자유 모형에서는 (이온) 구조에서 경험하는 주기적인 퍼텐셜에 의해 k-공간에 상자 모양의 브릴루앙 영역이 추가되어 등방성이 약간 깨진다.
엑스선 회절 및 열 분석의 출현으로 금속 및 그 합금을 포함한 결정성 고체의 구조를 연구할 수 있게 되었으며, 상평형 그림이 개발되었다. 이러한 모든 발전에도 불구하고 금속간 화합물 및 합금의 본질은 대체로 미스터리로 남아 있었고, 그 연구는 종종 단지 경험적이었다. 화학자들은 일반적으로 돌턴의 배수 비례의 법칙을 따르지 않는 것처럼 보이는 모든 것을 피했으며, 이 문제는 다른 과학인 금속공학의 영역으로 간주되었다.
준자유 전자 모형은 일부 금속공학 연구자, 특히 흄-로더리에 의해 특정 조성의 금속간 합금이 형성되고 다른 합금은 형성되지 않는 이유를 설명하기 위해 열심히 채택되었다. 초기에는 흄-로더리의 시도가 상당히 성공적이었다. 그의 아이디어는 브릴루앙 상자들 내부의 구형 페르미 풍선을 전자로 채워서 특정 상자가 언제 가득 찰지 결정하는 것이었다. 이는 나중에 관찰된 상당히 많은 합금 조성을 예측했다. 전자 사이클로트론 공명이 가능해지고 풍선의 모양을 결정할 수 있게 되자, 흄-로더리가 믿었던 것과는 달리 풍선이 구형이 아니라는 것이 밝혀졌다. 이는 모델이 때때로 일련의 정확한 예측을 제공하면서도 기본 가정에서는 여전히 틀릴 수 있음을 보여주었다.
준자유 전자 모형의 실패로 인해 연구자들은 이온이 자유 전자의 바다에서 흐른다는 가정을 수정하게 되었다. 분자 오비탈을 기반으로 한 밴드 구조 계산과 밀도범함수 이론과 같은 여러 양자 역학 모델이 개발되었다. 이러한 모델은 중성 원자의 원자 오비탈이 전자를 공유하거나 (밀도범함수 이론의 경우) 총 전자 밀도에서 출발한다. 그럼에도 불구하고 자유 전자 그림은 금속공학 입문 과정에서 여전히 지배적인 모델로 남아 있다.
전자 밴드 구조 모델은 금속 연구의 주요 초점이 되었으며 반도체 연구에서는 더욱 그러했다. 전자 상태와 함께 진동 상태도 밴드를 형성하는 것으로 나타났다. 루돌프 파이얼스는 1차원 금속 원자열(예: 수소)의 경우 필연적인 불안정성이 그러한 사슬을 개별 분자로 분해할 것이라고 보여주었다. 이는 일반적인 질문에 대한 관심을 불러일으켰다. 언제 집단적인 금속 결합이 안정적이며, 언제 국지적인 결합이 그 자리를 차지할 것인가? 금속 원자의 클러스터링 연구에 많은 연구가 진행되었다.
밴드 구조 모델이 금속 결합을 설명하는 데 강력함이 입증되었지만, 이는 다체 문제의 1전자 근사치로 남아 있다. 즉, 개별 전자의 에너지 상태는 다른 모든 전자가 균일한 배경을 형성하는 것처럼 설명된다. 모트(Mott)와 허버드(Hubbard)와 같은 연구자들은 1전자 처리가 강하게 비편재화된 s- 및 p-전자에 적합할 수 있지만, d-전자 및 f-전자의 경우 인접한 개별 전자(및 원자 변위)와의 상호작용이 넓은 밴드를 형성하는 비편재화된 상호작용보다 강해질 수 있음을 깨달았다. 이는 국지화된 홀전자에서 금속 결합에 참여하는 이동 전자로의 전이에 대한 더 나은 설명을 제공했다.

## 금속 결합의 본질
두 가지 현상의 조합이 금속 결합을 발생시킨다. 즉, 전자의 비편재화와 비편재화된 전자보다 훨씬 더 많은 수의 비편재화된 에너지 상태의 가용성이다. 후자는 전자 부족이라고 부를 수 있다.

### 2차원에서의 금속 결합
그래핀은 2차원 금속 결합의 예이다. 그래핀의 금속 결합은 벤젠, 나프탈렌, 안트라센, 오발렌 등에서 나타나는 방향족 결합과 유사하다.

### 3차원에서의 금속 결합
금속 클러스터에서의 금속 방향족성은 비편재화의 또 다른 예이며, 이번에는 종종 3차원 배열이다. 금속은 비편재화 원리를 극한으로 밀어붙이며, 금속 결정은 모든 전도 전자가 3차원 모두에서 비편재화된 단일 분자를 나타낸다고 말할 수 있다. 이는 금속 내부에서는 일반적으로 분자를 구별할 수 없으므로 금속 결합이 분자 내 또는 분자 간이 아님을 의미한다. '비분자적'이라는 용어가 더 나을 수도 있다. 금속 결합은 대부분 비극성이다. 왜냐하면 합금에서도 결합 상호작용에 참여하는 원자의 전기 음성도 사이에 거의 차이가 없기 때문이다(순수한 원소 금속에서는 전혀 차이가 없다). 따라서 금속 결합은 극도로 비편재화된 공유 결합의 공동체적 형태이다. 어떤 의미에서 금속 결합은 전혀 '새로운' 종류의 결합이 아니다. 이는 응축된 물질 덩어리(결정성 고체, 액체 또는 심지어 유리)에만 존재하는 결합을 설명한다. 이와 대조적으로 금속 증기는 종종 원자성(수은)이거나 때로는 Na2와 같이 보다 일반적인 공유 결합으로 연결된 분자를 포함한다. 이것이 단일 '금속 결합'에 대해 이야기하는 것이 옳지 않은 이유이다.
비편재화는 s와 p 전자에서 가장 두드러진다. 세슘에서의 비편재화는 너무 강해서 전자가 세슘 원자로부터 거의 완전히 해방되어 금속 표면에만 구속된 기체를 형성한다. 따라서 세슘의 경우, Cs+ 이온이 음전하를 띠는 전자 기체에 의해 결합되어 있다는 그림은 매우 정확하다(완벽하지는 않지만). 다른 원소의 경우 전자는 덜 자유롭다. 여전히 금속 원자의 퍼텐셜을 때로는 상당히 강하게 경험하기 때문이다. 이들은 원자를 중성으로 보는 더욱 복잡한 양자 역학적 처리(예: 밀접 결합 근사)를 필요로 하는데, 이는 벤젠의 탄소 원자와 매우 유사하다. d 전자, 특히 f 전자의 경우 비편재화가 전혀 강하지 않으며, 이것이 이 전자들이 스핀을 유지하는 홀전자로 계속 행동하여 이 금속에 흥미로운 자기적 특성을 부여하는 이유를 설명한다.

### 전자 부족과 이동성
금속 원자는 원자가 전자 껍질에 주기 또는 에너지 준위에 비해 소수의 전자를 포함한다. 이들은 전자 부족 원소이며, 공동 공유는 이를 바꾸지 않는다. 공유된 전자보다 훨씬 더 많은 사용 가능한 에너지 상태가 남아 있다. 따라서 전도성을 위한 두 가지 요구 사항이 모두 충족된다. 즉, 강한 비편재화와 부분적으로 채워진 에너지 밴드이다. 따라서 이러한 전자는 한 에너지 상태에서 약간 다른 에너지 상태로 쉽게 바뀔 수 있다. 따라서 이들은 비편재화되어 구조 전체에 퍼지는 전자의 바다를 형성할 뿐만 아니라 외부 전기장이 가해지면 구조를 통해 이동할 수 있어 전기 전도성을 유발한다. 전기장이 없을 때 전자는 모든 방향으로 동일하게 움직인다. 이러한 장 내에서 일부 전자는 약간 상태를 조정하여 다른 파수 벡터를 채택한다. 결과적으로 한 방향으로 더 많이 움직이는 전자가 다른 방향으로 움직이는 전자보다 많아 순전류가 발생한다.
전자가 이동할 자유는 금속 원자 또는 그 층들이 서로 미끄러져 지나갈 수 있는 능력을 부여한다. 국지적으로 결합은 쉽게 끊어지고 변형 후에 새로운 결합으로 대체될 수 있다. 이 과정은 금속의 특징적인 연성과 전성을 야기하는 공동 금속 결합에 큰 영향을 미치지 않는다. 이는 순수한 원소의 경우 특히 그렇다. 용해된 불순물이 존재하면 일반적으로 쉽게 형성되는 클리비지가 차단되어 재료가 더 단단해질 수 있다. 예를 들어, 금은 순수한 형태(캐럿 24K)에서는 매우 부드러워서 합금이 장신구에 선호되는 이유이다.
금속은 일반적으로 열전도체이기도 하지만, 전도 전자는 이 현상에 부분적으로만 기여한다. 포논으로 알려진 원자의 집합적(즉, 비편재화된) 진동은 고체를 통해 파동으로 이동하며 더 큰 기여를 한다.
그러나 열을 상당히 잘 전도하는 다이아몬드와 같은 물질은 전기 전도체가 아니다. 이는 다이아몬드에 비편재화가 없기 때문이 아니라, 단순히 탄소가 전자 부족이 아니기 때문이다.
전자 부족은 금속 결합과 보다 일반적인 공유 결합을 구별하는 데 중요하다. 따라서 우리는 위에서 주어진 표현을 다음과 같이 수정해야 한다. 금속 결합은 극도로 비편재화된 전자 부족 공동 공유 결합의 형태이다.

## 금속 반지름
금속 반지름은 금속 구조에서 인접한 두 금속 이온 사이 거리의 절반으로 정의된다. 이 반지름은 원자의 특성뿐만 아니라 환경, 특히 온도와 인가 압력에 따라 달라지는 배위수에 따라 달라진다.
원자 크기의 주기적 경향을 비교할 때, 소위 골드슈미트 보정을 적용하여 원자 반지름을 12배위된 원자가 가질 값으로 변환하는 것이 종종 바람직하다. 금속 반지름은 가장 높은 배위수에서 가장 크기 때문에 밀도가 낮은 배위수에 대한 보정은 x를 곱하는 것을 포함하며, 여기서 0 < x < 1이다. 구체적으로, CN = 4의 경우 x = 0.88, CN = 6의 경우 x = 0.96, CN = 8의 경우 x = 0.97이다. 이 보정은 위에 인용된 수치를 얻은 빅토르 골드슈미트의 이름을 따서 명명되었다.
반지름은 일반적인 주기적 성질을 따른다. 즉, 유효 핵전하 증가로 인해 주기를 가로지를수록 감소하지만, 이는 원자가 전자 수 증가에 의해 상쇄되지 않는다. 그러나 주양자수 증가로 인해 족을 따라 내려갈수록 반지름은 증가한다. 4d와 5d 원소 사이에서는 란타넘족 수축이 관찰된다. 이는 가림 능력이 좋지 않은 f 오비탈의 존재로 인해 족을 따라 내려갈수록 반지름이 거의 증가하지 않는다.

## 결합의 세기
금속 원자들은 서로 강한 인력을 가진다. 이 인력을 극복하려면 많은 에너지가 필요하다. 따라서 금속은 종종 끓는점이 높으며, 텅스텐(5828 K)은 매우 높다. 주목할 만한 예외는 12족 원소: Zn, Cd, Hg이다. 이들의 전자 배치는 ...ns2로 끝나는데, 이는 주기율표 아래로 내려갈수록 헬륨과 같은 비활성 기체 구성과 점점 더 비슷해진다. 이는 빈 np 오비탈과의 에너지 차이가 커지기 때문이다. 따라서 이 금속들은 상대적으로 휘발성이 높으며, 초고진공 시스템에서는 사용하지 않는다.
그 외의 경우, 금속 결합은 용융된 금속인 갈륨에서도 매우 강할 수 있다. 갈륨은 실온보다 약간 높은 온도에서 손의 열로 녹지만, 끓는점은 구리와 크게 다르지 않다. 따라서 용융된 갈륨은 강한 금속 결합 덕분에 매우 비휘발성 액체이다.
액체 상태에서 금속의 강한 결합은 금속 결합의 에너지가 결합 방향에 크게 의존하지 않는다는 것을 보여준다. 이러한 결합 방향성 부족은 전자 비편재화의 직접적인 결과이며, 방향성 공유 결합과 대조적으로 가장 잘 이해된다. 따라서 금속 결합의 에너지는 주로 금속 원자를 둘러싸는 전자의 수의 함수이며, 이는 내장 원자 모델에서 예시된다. 이는 일반적으로 금속이 FCC, BCC, HCP와 같은 비교적 단순한 밀집 구조 결정 구조를 취하게 한다.
충분히 높은 냉각 속도와 적절한 합금 조성이라면, 금속 결합은 비정질 구조를 갖는 금속 유리에서도 일어날 수 있다.
많은 생화학적 반응은 금속 이온과 생체 분자의 약한 상호작용에 의해 매개된다. 이러한 상호작용과 관련 입체구조적 변화는 이중 편광 간섭계를 사용하여 측정되었다.

## 용해도 및 화합물 형성
금속은 물이나 유기 용매에 녹지 않는다. 다만 반응을 겪는 경우는 예외이다. 일반적으로 이는 금속 원자의 이동 전자를 빼앗아 금속 결합을 파괴하는 산화 반응이다. 그러나 금속은 서로 잘 용해되어도 결합의 금속적 특성을 유지하는 경우가 많다. 예를 들어, 금은 상온에서도 수은에 쉽게 용해된다. 고체 금속에서도 용해도는 광범위할 수 있다. 두 금속의 구조가 동일하다면 호박금(은과 금의 합금)의 경우처럼 완전한 고체 용해도가 있을 수도 있다. 그러나 때때로 두 금속은 원래 금속과는 다른 구조를 가진 합금을 형성하기도 한다. 이러한 물질을 금속간 화합물이라고 부를 수도 있다. 그러나 금속 결합을 가진 물질은 일반적으로 분자 형태가 아니기 때문에 돌턴의 정수 비례 법칙은 유효하지 않으며, 종종 다양한 화학량론적 비율을 이룰 수 있다. 이러한 경우에는 '순수 물질'이나 '용질'과 같은 개념을 버리고 상에 대해 이야기하는 것이 더 낫다. 이러한 상에 대한 연구는 전통적으로 화학보다는 금속공학의 영역에 속했지만, 두 분야는 상당히 중첩된다.

## 국지화와 클러스터링: 결합에서 결속으로
복합 화합물에서 금속 결합은 반드시 모든 구성 원소에 똑같이 관여하는 것은 아니다. 하나 이상의 원소가 전혀 관여하지 않는 것도 가능하다. 전도 전자가 섬이나 큰 바위 주위를 흐르는 강처럼 그 주위를 흐르는 것으로 상상할 수 있다. 어떤 원소가 관여하는지는 엑스선 광전자 분광법(XPS) 스펙트럼에서 코어 준위를 보면 관찰할 수 있다. 원소가 관여하면 그 피크는 왜곡되는 경향이 있다.
일부 금속간 화합물은 분자를 연상시키는 금속 클러스터를 나타내기도 하는데, 이러한 화합물은 금속공학보다 화학의 주제에 가깝다. 클러스터 형성은 전자 부족 결합을 보다 국지적인 성격의 결합으로 '응축'(국지화)하는 방법으로 볼 수 있다. 수소는 이러한 응축 형태의 극단적인 예이다. 고압에서는 금속이다. 목성의 핵은 금속 결합과 중력에 의해 유도된 고압의 조합으로 결합되어 있다고 말할 수 있다. 그러나 저압에서는 결합이 완전히 국지화되어 일반적인 공유 결합이 된다. 국지화가 너무 완전하여 (더 익숙한) H2 기체가 생성된다. 붕소와 같은 원소도 유사한 주장이 적용된다. 탄소에 비해 전자 부족이지만 금속을 형성하지 않는다. 대신 이십면체 B12 클러스터가 지배하는 여러 복잡한 구조를 가지고 있다. 전하 밀도파는 관련 현상이다.
이러한 현상들은 원자들이 서로 가까워지거나 멀어지는 움직임을 포함하므로, 물질의 전자 및 진동 상태(즉, 포논) 간의 결합으로 해석될 수 있다. 이와 다른 전자-포논 상호작용은 저온에서 매우 다른 결과, 즉 초전도 현상을 초래하는 것으로 생각된다. 국지화된 결합에서 전자쌍을 형성하여 전하 운반체의 이동성을 차단하는 대신, 쿠퍼쌍이 형성되어 이동성에 대한 저항을 더 이상 겪지 않는다.

## 광학적 성질
이동성 전하 운반체 바다의 존재는 금속의 광학적 성질에 지대한 영향을 미치며, 이는 개별 전자의 상태를 고려하는 것보다 집합체로서의 전자를 고려해야만 이해할 수 있다.
빛은 전기장과 자기장의 조합으로 구성된다. 전기장은 일반적으로 금속 결합에 관여하는 전자로부터 탄성 반응을 유도할 수 있다. 그 결과 광자는 금속 내부로 멀리 침투할 수 없고 일반적으로 반사되지만, 일부는 흡수될 수도 있다. 이는 가시 스펙트럼의 모든 광자에도 마찬가지로 적용되며, 이것이 금속이 종종 은백색 또는 회색이며 금속의 광택과 같은 특징적인 거울 반사를 보이는 이유이다. 반사와 흡수 사이의 균형이 금속이 얼마나 희거나 얼마나 회색인지를 결정하지만, 표면 변색이 광택을 가릴 수 있다. 전도도가 높은 금속인 은은 가장 흰색 금속 중 하나이다.
주목할 만한 예외는 붉은색 구리와 노란색 금이다. 이들의 색깔은 금속 전자가 쉽게 반응할 수 있는 빛의 주파수에 상한선이 있기 때문인데, 이를 플라스몬 주파수라고 한다. 플라스몬 주파수에서 자유 전자 기체의 주파수 의존 유전 함수는 음(반사)에서 양(투과)으로 변하며, 더 높은 주파수의 광자는 표면에서 반사되지 않고 금속의 색상에 기여하지 않는다. 인듐 주석 산화물(ITO)과 같은 일부 물질은 금속성 도체(실제로는 축퇴된 반도체)이며, 이 임계값이 적외선에 있기 때문에 가시광선에서는 투명하지만 적외선에서는 좋은 반사체이다.
은의 경우 한계 주파수는 원자외선에 있지만, 구리와 금의 경우 가시광선에 더 가깝다. 이것이 이 두 금속의 색깔을 설명한다. 금속 표면에서는 표면 플라스몬 공명으로 알려진 공명 효과가 발생할 수 있다. 이는 전자 바다의 잔물결처럼 전도 전자의 집합적인 진동이다. 그러나 광자가 충분한 에너지를 가지고 있더라도 일반적으로 잔물결을 움직이게 할 만큼 충분한 운동량을 가지고 있지 않다. 따라서 플라스몬은 벌크 금속에서 여기하기 어렵다. 이것이 금과 구리가 약간의 색깔을 띠면서도 광택 있는 금속처럼 보이는 이유이다. 그러나 콜로이드 금에서는 금속 결합이 미세한 금속 입자에 갇혀 있어 플라스몬의 진동 파동이 '도망가는' 것을 막는다. 따라서 운동량 선택 규칙이 깨지고 플라스몬 공명은 녹색에서 극도로 강한 흡수를 유발하여 보라색-붉은색을 띠게 된다. 이러한 색상은 개별 전자와 그 에너지 상태를 포함하는 염료 등에서 볼 수 있는 일반적인 흡수보다 몇 배나 강하다.

## 같이 보기
- 금속